# Trnovica (żupania dubrownicko-neretwiańska)
Trnovica – wieś w Chorwacji, w żupanii dubrownicko-neretwiańskiej, w gminie Dubrovačko primorje. W 2011 roku liczyła 35 mieszkańców.